# アンドリュー・バーグマン
アンドリュー・バーグマン（Andrew Bergman、1945年2月20日 - ）は、アメリカ合衆国の映画監督、脚本家、プロデューサー。ニューヨーク市出身。

## 来歴
1965年にニューヨーク州立大学ビンガムトン校を卒業。メル・ブルックスのコメディ映画『ブレージングサドル』で原案・共同脚本を務め、第28回英国アカデミー賞脚本賞にノミネートされる。チェビー・チェイス主演の犯罪コメディ映画『フレッチ/殺人方程式』の脚本では、エドガー賞映画部門でノミネートを受けた。
小説家としても活動しており、1973年に俳優ジェームズ・キャグニーの伝記『James Cagney』を執筆。1974年から2001年にかけては探偵ミステリー『Jack LeVine』シリーズを手がけ、シリーズ2作目にあたる『ハリウッドに別れを』は日本語版も出版された。2007年には、これまでの業績に対して全米脚本家組合からイアン・マクレーン・ハンター賞が贈られている。

## 作品

### 映画
- ブレージングサドル - Blazing Saddles （1974年、原案・共同脚本）
- あきれたあきれた大作戦 - The In-Laws （1979年、脚本）
- 恋のジーンズ大作戦 巨人の女に手を出すな - So Fine （1981年、監督・脚本）
- フレッチ/殺人方程式 - Fletch （1985年、脚本）
- ドン・サバティーニ - The Freshman （1990年、監督・脚本・作詞）
- ソープディッシュ - Soapdish （1991年、共同脚本）
- ハネムーン・イン・ベガス - Honeymoon in Vegas （1992年、監督・脚本）
- あなたに降る夢 - It Could Happen to You （1994年、監督）
- 素顔のままで - Striptease （1996年、監督・製作・脚本）
- イズント・シー・グレート - Isn't She Great （2000年、監督）

### 小説
- James Cagney, Pyramid Illustrated History of the Movies Pyramid 1973年 ISBN 978-0-51-503127-0
- The Big Kiss-Off of 1944 Harper & Row 1974年 ISBN 978-0-06-080673-6
- Hollywood and LeVine Harper & Row 1975年 ISBN 978-0-06-080674-3
  - ハリウッドに別れを 木村二郎訳 河出書房新社 1984年 ISBN 978-4-30-972408-9
- Sleepless Nights Donald I. Fine 1994年 ISBN 978-1-55-611400-7
- Tender Is LeVine Thomas Dunne Books 2001年 ISBN 978-0-31-226205-1